# Roock Racing
Roock Racing ist ein auf Porsche spezialisierter Fahrzeugtuner aus Leverkusen, der ehemals auch ein Motorsportteam unterhielt. Es war in den 1990er-Jahren das erfolgreichste Porsche-Team.

## Motorsporthistorie
Nachdem 1984 der Tuningbetrieb gegründet worden war, traten die Brüder Michael und Fabian Roock ab 1990 mit ihrem eigenen Rennstall im Porsche Carrera Cup an. 1993 stellten sich die ersten größeren Erfolge ein, als das Team mit Christian Fittipaldi, Uwe Alzen und Jean-Pierre Jarier beim 24-Stunden-Rennen von Spa-Francorchamps siegte und außerdem die Teamwertung im Porsche Carrera Cup für sich entschied. Bei Roock Racing gewann Alzen 1994 den Porsche Supercup. Auch im ADAC GT Cup bildeten Uwe Alzen und Ralf Kelleners ein starkes Team. Kelleners sicherte sich 1994 die Meisterschaft und Alzen fuhr 1995 erneut den Titel für Roock Racing ein.

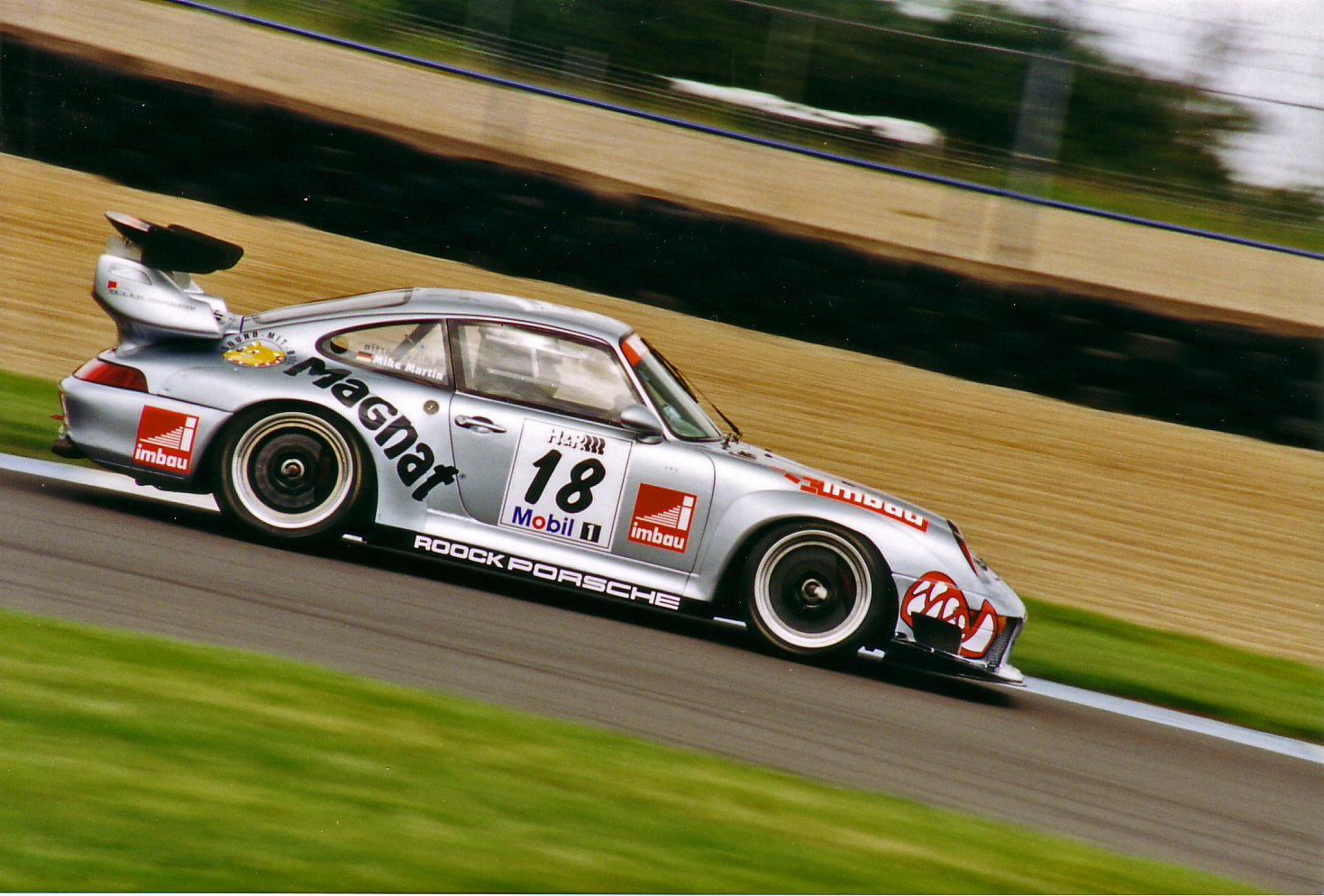
Porsche 993 GT2 von Roock Racing im Jahr 1997 auf dem Donington Park Circuit

Auf Porsche 993 GT2 stieg Roock Racing 1996 in die BPR Global GT Series ein und erzielte mehrere Klassensiege. Im gleichen Jahr folgte die erste Teilnahme beim 24-Stunden-Rennen von Le Mans, bei der Roock Racing auf Anhieb der LM GT2-Klassensieg gelang. 1997 fuhren die Roock-Porsche in Le Mans auf die Plätze zwei und drei in der GT2-Klasse. Im Debütjahr der FIA-GT-Meisterschaft konnte das Team vier Klassensiege feiern und erlangte die Vizemeisterschaft in der Klasse GT2. 1998 musste sich Roock Racing der immer größer werdenden Dominanz der Chrysler Viper GTS-R von ORECA beugen und erzielte in der FIA-GT-Meisterschaft nur noch einen Klassensieg, konnte aber dennoch die Vizemeisterschaft verteidigen. Auch in Le Mans musste sich Roock Racing ORECA geschlagen geben, als der beste Roock-Porsche hinter den beiden ORECA-Vipern das Ziel auf Platz drei in seiner Klasse erreichte.
Nach der Saison 1999 zog sich das Roock Racing Team aus der FIA-GT-Weltmeisterschaft zurück. 2000 startet das Team mit dem Porsche GT 2 in der American Le Mans Series (ALMS) eine neue Herausforderung. Als bestes Porsche-Team erreichte Roock Racing – nur von ORECA geschlagen – die Vizemeisterschaft in der Klasse GTS. In der Saison 2001 debütierte Roock Racing mit einem Lola B2K/40 in der Klasse LMP675. Dort verfehlte das Team die Meisterschaft nur knapp und belegte erneut den zweiten Platz in der Teamwertung.
Nach der Saison 2001 beendete Roock Racing seine Motorsportaktivitäten. Michael Roock verblieb in Deutschland und begann mit der in Leverkusen-Bürrig ansässigen Roock Sportsystem GmbH den Verkauf von Porsche Gebrauchtfahrzeugen, Porsche Reparatur- und Wartungsservice, Fahrzeugtuning, Restaurierung historischer Porsche-Fahrzeuge und Aufbau sowie den Einsatz historischer Rennfahrzeuge.
Fabian Roock eröffnete in Atlanta USA mit den gleichen Geschäftsfeldern die Firma Roock Autosport Inc. Bereits 2002 wurde der erste Roock RST 650 (650 PS) gebaut, der auf dem 996 Porsche Turbo basiert. 5 Jahre später wurde in Atlanta der Roock RST 600 (600 PS) LM auf Basis des 997 Turbo fertiggestellt. Fabian Roock ist inzwischen wieder mit einer Roock Autosport GmbH & Co KG in Köln tätig.